# Nao Yuuki
Nao Yuuki (結城奈緒 Yuuki Nao?) es un personaje de la serie de manga y anime Mai-HiME y su secuela Mai-Otome en donde su nombre ha sido cambiado a Juliet Nao Zhang (ジュリエット・ナオ・チャン, Jurietto Nao Chan). La seiyū que da la voz al personaje es Yuuka Nanri.

## Características Comunes
Nao es una chica de cabello rojo con algo de crueldad, aunque esto se debe a todo lo que ha sufrido. En particular, ella disfruta atormentando a Natsuki. Ella es frecuentemente asociada con las arañas.

## Mai-Hime

### Anime
En My-Hime, Nao es un estudiante de secundaria de la Academia Fuka y es la compañera de habitación de la amiga de Mai Tokiha, Aoi. A pesar de que aparece por primera vez en el segundo episodio, cuando es derribada por Mikoto Minagi, ella es formalmente introducida hasta el séptimo como compañera de clase Mikoto. Al principio, ella parece ser una prostituta infantil, que se acerca un hombre que había quedado con ella a través de Internet (donde se utiliza el apodo de "Julieta") y van a un lugar apartado. Sin embargo, antes de que las cosas vayan más allá, atrapa al hombre con la ayuda de su Child y le roba su dinero. 
Ella es descubierta por Mikoto y en breve pelean. Al descubrir que Mikoto quería demostrarle a Mai que ella podía cuidarse de ella sola, Nao aprovecha esto y la vuelve su socia en sus negocios. A su vez, son capturados por Mai y Natsuki Kuga, que ponen en libertad a su víctima y entran en una discusión. La lucha se desata por una borracha Midori Sugiura y el misterioso Nagi Homura. Nao sale de la zona, pero no antes dejarles caer un montón de vigas como una forma de despedirse. 
Tras el incidente, forma una rivalidad con Natsuki y no duda en burlarse de ella. Nao no le gusta la idea de unirse a la "Midori HiME Sentai (Rangers)", pero acepta al ver que sus intentos de escapar son inútiles, a fin de combatir la invasión de la Fundación de Searrs. Cuando Nagi informa a la HiMEs de que deben luchar unas contra otras, ella sale de la Sentai HiME y declara que va a defender su propio ideal. 
Por un engaño de Yukariko, las demás HiMEs creen que Nao las ha traicionado y la siguen que durante el proceso, Nao pierde el ojo izquierdo y jura vengarse de las otras HiMEs (episodio 18). En el episodio 19, se cuela en el hospital donde se encuentra el hermano de Mai, Takumi, ella intenta herirlo, explicándole que el motivo era su odio contra Mai, el intento de asecinato de Nao no tiene éxito ya que Takumi es protegido por su compañera Akira Okuzaki - que es también una HiME - lo rescata y huye hacia el bosque. En el episodio 21, Nao le provoca un accidente a Natsuki y la mantiene como su rehén, pero su plan es frustrado por Shizuru Fujino, que provoca un derrumbe donde Nao cae al acantilado. La pelirroja sobrevive a la caída, Nao vuelve a capturar a Natsuki mientras chica regresaba a su viejo apartamento después de estar un tiempo bajo el cuidado de Shizuru. Shizuru, una vez más viene a rescatar a Natsuki y destruye el Child de Nao, Julia, con su propio Child, Kiyohime. Pero antes de que Shizuru matara a Nao, Natsuki la defiende al darse cuenta de que Nao y ella son muy similares.
Su persona más importante resulta ser su madre, que se muestra vendada en una cama del hospital después de sufrir un robo que efectivamente dejó a Nao huérfana a una edad temprana y dio lugar a su odio hacia los hombres. 
En el episodio 26, miles de víctimas de robo se unen para buscar venganza en su contra, pero Mashiro restaura sus poderes (y su ojo izquierdo) y se escapa de un destino feo. Ella se une con el resto de las HiMEs para destruir la Estrella Hime y permitir que Mai con su Child Kagutsuchi destruyan al Señor de obsidiana. Después de la celebración del Festival se convierte en una monja en la iglesia de la Academia Fuuka junto con Miyu Greer, una ocupación que los aficionados tomaron en tono de broma pues sospechan que no durará mucho tiempo.

### Manga
En el manga, el papel de Nao como antagonista es mucho más definido, era el líder de la banda que trataron de violar a Shiho y causó una lesión a Yuuichi Tate. Su primer gran acto en el manga es un intento de seducción a Tate para fines de chantaje. Julia también parece ser mucho más fuerte pues sus redes son casi indestructibles y lograron inmovilizar a Mai y Kagutsuchi hasta Tate. Después de que su Child es derrotado por Miyu, se revela que un Child puede tener más de una llave puesto que Nao utiliza a Takeda como su nueva llave. Al final, ella lucha contra Yang Guifei junto con Mikoto y Akira para salvar al mundo.

### Elemento y Child
El elemento de Nao Yuuki son garras de metal doble con uñas rojas que de ellas salen delgadas cuerdas de color rojo que se extienden con ellas puede atrapar a sus enemigos o cortar diversos objetos. Ella tiene la costumbre de lamerse las garras. En el manga, se ha demostrado que sus garras se hacen más largas para adaptarse a la situación. 
Su Child es Julia, Una araña con forma humana y cola de escorpión. Su Child es capaz de disparar correas adhesivas.

## Mai-Otome

### Anime
En My-Otome, Juliet Nao Zhang es una de las Otome Perla y es originaria de la nación de Artai, por ser de la misma nacionalidad que Nina Wang, se le asigna como su asistente.Posteriormente también se le asigna a Akira Yumemiya como asistente de su habitación. Ella no le gusta su primer nombre puesto que suena muy occidental y prefiere ser dirigida por su segundo nombre. Ella tiene una cierta rivalidad con su compañera Shiho Huit y disfruta de verla en situaciones incómodas. 
A diferencia de su homólogo Hime, cruel e insensible, la personalidad de Nao es más traviesa en Otome.Se muestra como una hermana mayor a las jóvenes Otome dándoles asistencia y orientación sobre la vida de los adultos, de un modo u otro, como lo crea conveniente, aunque las enseñanzas de Nao dejan mucho que desear, como se muestra cuando Arika considera oportuno masajear a Erstin con su cuerpo desnudo en los baños de la escuela gracias a las "lecciones" de Nao. 
Aunque es un buen estudiante, Nao prefiere evitar tener buenas notas como para que ella entre en la Trias, ella prefiere pasar el tiempo en la ciudad, donde es conocida como Juliet. Ella tiene una pandilla conocida como las rayas, en la que ella es la única mujer y no les tiene renconr a los hombres (lo que su contraparte HiME si les tiene).
A pesar de ser una pandilla al parecer sus fechorías no llegan a ser tan graves y al parecer hacen varios actos buenos. Esto es evidente cuando Nao busca y castiga a una persona que vendió el uniforme de Arika. Más tarde, cuando la pandilla Miya Clochette intenta violar a Arika, Nao y compañía llegan a salvarla y luego torturan a los pandilleros. 
Su meta en la vida es encontrar a un hombre rico y vivir cómodamente. Desafortunadamente, ese camino se cierra con ella cuando Nao es elegida para convertirse en la Columna 4, un grupo especial de Meister Otome que trabajan directamente para Garderobe y la Fundadora, Fumi Himeno. A diferencia de Nina, Nao no se une con Nagi y en lugar de eso ayuda a las otras columnas de Garderobe para derrocar a Nagi. 
En el último episodio se la ve sentada, con las otras columnas con un vestido que se asemeja a un qipao con un ornamento de araña en la parte frontal de la misma. 
Con un toque ligero su rivalidad y sus burlas a Natsuki a parecen a lo largo de la serie, aunque es mucho menos antagónico que en Mi-HiME. 

### Ova (Zwei)
Nao hace dos apariciones en el primer episodio en Mai-Otome Zwei, una al comienzo y otro justo antes de los créditos, aunque no tiene líneas.. 
En el segundo episodio, aparece brevemente cuando recibe la visita de Nina. Ella y el Stripes han establecido una base en lo que parece ser un bar, aunque los comentarios de Nao que expresa que Artai es un país aburrido, y que al parecer fue a Garderobe para alejarse de esta. 
En el tercer episodio viaja con Nina a una biblioteca abandonada en la búsqueda de un libro que de más información sobre la entidad que a petrificado a varias Otomes, después de hacer su camino a través de las trampas de la biblioteca llega a encontrar un capullo dentro de una cámara subterránea donde además se encuentra la entidad. Nao entra en batalla con la entidad, utilizando sus cables, aunque al final es petrificada, pero no antes de hacer una trampa a la entidad y permitirle a Nina escapar.
Nao vuelve a la normalidad en el episodio final, tras la derrota de Yuna.

### Manga
En el Manga de Mai-Otome. Nao requiere o bien lentes de contacto o un gran par de gafas para ver. Su pandilla no existe en el manga. 
Cuando aparece por primera vez en el manga es junto con las demás miembros de la Trias. Ella es ya un miembro, al contrario que en el anime, donde fue admitida después de que Akane se escapó con Kazu. Ella aparece formalmente en el capítulo 7.
Después de eso no es vista en gran parte de la manga, pero después de que Lena Sayers es enviada a Garderobe para recibir tratamiento médico, esta cae bajo su cuidado.
En el capítulo 39 rescata a Manshiro de un ataque combinado por Natsuki Kuga y Nao Yuuki (HiMEs revividas), con las cuales comienza una batalla a lado de Natsuki Kruger. 
La Nao Yuuki revivida forma un vínculo con la Natsuki Kuga revivida de tal manera que la ve como una hermana mayor.
- Datos: Q6964513